# ميخائيل دولينج
ميخائيل دولينج (بالإنجليزية: Michael Dowling)‏ هو أستاذ جامعي أمريكي، ولد في 1958 في بورت جفرسون في الولايات المتحدة.